# Holothrix longicornu
Holothrix longicornu är en orkidéart som beskrevs av Gwendoline Joyce Lewis. Holothrix longicornu ingår i släktet Holothrix och familjen orkidéer. Inga underarter finns listade i Catalogue of Life.